# Etemenanki
Etemenanki (sumersko 𒂍]]𒋼𒀭𒆠, translit=É.TEMEN.AN.KI, lit='tempelj temeljev neba in zemlje') je bil zigurat, posvečen mezopotamskemu bogu Marduku v starodavnem mestu Babilon. Zdaj obstaja le v ruševinah, približno 90 kilometrov južno od Bagdada v Iraku. Številni učenjaki so Etemenanki prepoznali kot verjeten navdih za svetopisemsko zgodbo o babilonskem stolpu.

## Gradnja
Ni jasno, kdaj je bil Etemenanki prvotno zgrajen. Andrew R. George pravi, da je bil zgrajen nekje med 14. in 9. stoletjem pred našim štetjem. Trdi takole:

Sklicevanje na zigurat v Babilonu v epu o stvarjenju (Enuma Eliš· VI 63: George 1992: 301–2) je bolj trden dokaz, ... kajti srednje asirski del te pesmi je preživel, da dokaže dolgoletno teorijo, da obstajala je že v 2. tisočletju pr. n. št. Nobenega razloga ni za dvom, da je bil ta zigurat, opisan kot elita ziqqurrat apsî, »zgornji ziqqurrat Apsûja« [Etemenanki].
Babilon je leta 689 pred našim štetjem uničil Senaherib, ki trdi, da je uničil Etemenanki. Obnova mesta je trajala 88 let; delo je začel asirski kralj Asarhadon, nadaljevalo pa pod Nabopolasarjem, ki mu je sledil njegov sin Nebukadnezar II., ki je obnovil zigurat. Osrednja znamenitost mesta je bil Mardukov tempelj (Esagila), s katerim je bil povezan zigurat Etemenanki.
Fenollós in drugi pravi da »Babilonski stolp ni bil zgrajen v enem samem trenutku, temveč je bil rezultat zapletene zgodovine zaporednih gradenj, uničenja in rekonstrukcije. Njegov izvor sega v obdobje Hamurabijeve vladavine in se nadaljuje vse do danes z njegovim neizogibnim in dokončnim uničenjem.« (Prevod iz italijanščine). 'Stolp', kot je opisan v starodavnih virih, se nanaša na spomenik, kot se je pojavil v novobabilonskem obdobju.

## Opisi
Novobabilonski kraljevi napis Nebukadnezarja II. na steli iz Babilona, za katero trdijo, da jo je med izkopavanji leta 1917 odkril Robert Koldewey in je negotova pristnost, se glasi: »Etemenanki Zikkurat Babibli [Babilonski zigurat] Naredil sem ga, čudež ljudi na svetu, dvignil sem njegov vrh v nebo, naredil vrata za vrata in ga prekril z bitumnom in opeko.« Stavba je upodobljena v plitkem reliefu, ki prikazuje njegove visoke prve stopnje s seznanjenimi stopnicami, pet nadaljnjih stopenj in tempelj, ki presega strukturo. Prikazan je tudi tloris, ki prikazuje podprte zunanje stene in notranje prostore, ki obkrožajo osrednjo celo.
Temeljni cilindri z napisi iz Nabopolasarja so bili najdeni v 1880-ih, dva sta preživela, od katerih se na enem glasi:

Takrat mi je moj gospod Marduk rekel v zvezi z E-temen-ankijem, babilonskim ziguratom, ki je bil pred mojimi dnevi (že) zelo šibek in slabo upognjen, naj pritrdi svoje dno na prsi podzemlja, da se top vie z nebesi. Iz slonovine, ebenovine in musukkannujevega lesa sem izdelal motike, lopate in kalupe za opeke ter jih dal v roke ogromni delovni sili, ki so jo nabirali iz moje dežele. Dal sem jim oblikovati blatne opeke brez števila in v kalupu pečene opeke kot neštete dežne kaplje. Reka Arahtu je nosila asfalt in bitumen kot mogočna poplava. Z bistroumnostjo Ea, z inteligenco Marduka, z modrostjo Nabûja in Nissabe, s pomočjo velikega uma, ki mi ga je bog, ki me je ustvaril, dal imeti v lasti, sem razmišljal s svojim velikim intelektom, naročil najmodrejše strokovnjake in geodet je določil dimenzije z pravilom dvanajstih komolcev. Gradbeni mojstri so napeli merilne vrvice, določili meje. Iskal sem potrditev tako, da sem se posvetoval s Samasom, Adadom in Mardukom, in kadar koli je moj um razmišljal (in) sem premišljeval (o) o razsežnostih, so mi veliki bogovi (resnico) razkrili s postopkom (orokalne) potrditve. Z veščino eksorcizma, modrostjo Ea in Marduka, sem očistil ta kraj in utrdil njegovo temeljno platformo na njegovi starodavni podlagi. V njegove temelje sem položil zlato, srebro, drage kamne iz gora in morja. Pod opeko sem nastavil kupe svetlečega sapsuja, dišečega olja, dišav in rdeče zemlje. Oblikoval sem upodobitve svoje kraljevske podobe, ki je nosila košaro za zemljo in (jih) različno postavila na temeljno ploščad. Priklonil sem vrat svojemu gospodu Marduku. Zvil sem svoje oblačilo, svojo kraljevsko haljo, in nosil na glavi opeke in zemljo (tj. blatne opeke). Imel sem košare za zemljo iz zlata in srebra in poskrbel, da je Nebukadnezar, moj prvorojeni sin, ljubljenec mojega srca, poleg mojih delavcev nosil zemljo, pomešano z vinom, oljem in smolnimi drobci. Prisilil sem Nabûsumilisirja, njegovega brata, fanta, izdajo mojega telesa, svojega dragega mlajšega sina, da je vzel v roke motiko in lopato. Obremenil sem ga s košaro zemlje z zlatom in srebrom in ga podaril svojemu gospodu Marduku kot darilo. Zgradbo, repliko E-sarre, sem zgradil v veselju in slavju in dvignil njen vrh visoko kot gora. Za svojega gospoda Marduka sem ga naredil za čudeže, tako kot je bil v prejšnjih časih.
Leta 2011 so znanstveniki v Zbirki Schøyen odkrili najstarejšo znano predstavitev Etemenanka. Stela Babilonskega stolpa, izklesana na črnem kamnu, kot je znana, izvira iz let 604–562 pr. n. št., v čas Nebukadnezarja II.
Etemenanki je opisan na klinopisni tablici iz Uruka iz leta 229 pr. n. št., kopiji starejšega besedila (zdaj v Louvru v Parizu in imenovani tablica Esagila). Leta 1876 ga je prevedel asirolog George Smith in podaja višino stolpa kot sedem stožcev (91 metrov) s kvadratno osnovo 91 metrov na vsaki strani. To strukturo iz blatne opeke so potrdila izkopavanja, ki jih je izvedel Robert Koldewey po letu 1913. Velike stopnice so odkrili na južni strani stavbe, kjer so jo trojna vrata povezovala z Esagilo. Večja vrata na vzhodu so povezovala Etemenanki s sveto procesijsko cesto (zdaj rekonstruirano v Pergamonskem muzeju v Berlinu).
Do prvega prevoda tablice Esagila so bile podrobnosti o babilonskem ziguratu znane le od starogrškega zgodovinarja Herodota, ki je sredi 5. stoletja pred našim štetjem zapisal:

Središče vsakega dela mesta je zasedla trdnjava. V eni je stala kraljeva palača, obdana z zelo močnim in velikim obzidjem: v drugi je bilo sveto območje Jupitra [Zevsa] Belusa, kvadratno ograjeno ograjo, ki je bila dolga dve stopnji [402 m] v vsako smer, s trdnimi vrati iz medenine; kar je ostalo tudi v mojem času. Sredi območja je bil trdno zidan stolp, dolg [201 m] v dolžino in širino, na katerem je bil dvignjen drugi stolp, na njem tretji in tako naprej do osem. Vzpon na vrh poteka po zunanji strani, po poti, ki se vije okoli vseh stolpov. Ko smo na približno polovici poti, najdemo počivališče in sedeže, kjer lahko ljudje nekaj časa posedijo na poti proti vrhu. Na najvišjem stolpu je prostoren tempelj, v templju pa stoji kavč nenavadne velikosti, bogato okrašen, ob strani pa zlata miza. Na tem mestu ni nobenega kipa, niti sobane ne zaseda nobena oseba razen ene same domorodke, ki je, kot Kaldejci [tj. Babilonci], duhovnik tega boga, potrjujejo, da si ga je božanstvo izbralo izmed vseh žensk v deželi.
Ta stolp Jupitra Belusa naj bi se nanašal na akadskega boga Bela, čigar ime je Herodot heleniziral v Zeusa Belusa. Verjetno ustreza Etemenanki. Vendar Herodot ne pravi, da je obiskal Babilon ali zigurat; zapis vsebuje številne netočnosti in je najverjetneje iz druge roke.

## Končno rušenje
Leta 331 pr. n. št. je Aleksander Veliki zavzel Babilon in ukazal popraviti Etemenanki. Ko se je Aleksander leta 323 pr. n. št. vrnil v starodavno mesto, je opazil, da ni bilo nobenega napredka, in ukazal svoji vojski, naj poruši celotno zgradbo, da bi pripravila končno obnovo. Njegova smrt pa je preprečila obnovo. Babilonske kronike in astronomski dnevniki beležijo več poskusov obnove Etemenanki, pred katerimi so vedno odstranili zadnje ostanke prvotnega zigurata. Kronika o ruševinah Esagile omenja, da se je selevkidski prestolonaslednik Antioh I. Soter odločil, da ga bo obnovil, in žrtvoval v pripravi. Vendar se je tam spotaknil ob ruševine in padel. Nato je jezno ukazal svojim goničem slonov, naj uničijo še zadnje ostanke. Kasnejših omemb Etemenanka iz antike ni.

## Sodobne hipoteze o višini
Sodobni učenjaki izpodbijajo trditev starodavnega babilonskega vira (tablica Esagila), da je bil Etemenanki visok 91 metrov.

[Sodobna] interpretacija tega besedila sproža resen tehnični problem: pretirana višina prvih dveh teras zigurata in celotna višina zgradbe nasprotujeta zakonom statike in tlačne trdnosti materiala, kot je opeka iz surove zemlje.« (Prevod iz italijanščine).
Tudi če bi dovolili variacijo v zasnovi šestnivojske terasaste konstrukcije, bi bila na tej višini tlačna napetost na konstrukciji nekje dva- do trikrat večja kot pri primerljivih strukturah istega časovnega obdobja. Fenollós in drugi predlagajo, da je bil zigurat ob predpostavki, da je struktura dejansko uporabljala zasnovo terase s šestimi nivoji, kot je prikazano na steli Babilonskega stolpa, zigurat verjetno višji od 54 metrov. Tempelj na vrhu je prispeval dodatnih 12 metrov v višino, za skupno višino 66 metrov.

## V popularni kulturi
V portugalskem paketu videoigre Civilization VI je bil Etemenanki predstavljen kot eno od čudes v igri.
V računalniški videoigri Lucasarts Indiana Jones and the Infernal Machine je Etemenanki ključna lokacija, za katero se je sčasoma izkazalo, da je bil hkrati svetopisemski babilonski stolp in tempelj boga Marduka.

## Galerija
- Model v Pergamonskem muzeju v Berlinu
- Ostanki temeljev